# Red vožnje
Red vožnje je dokument koji sadrži informaciju o obavljanju prevoza na određenoj relaciji radi pružanja informacije putnicima koji koriste javni prevoz u drumskom ili u železničkom saobraćaju. Generalno red vožnje prikazuje vreme dolaska i odlaska voza/autobusa na stajališta ili na stanicu. 
Red vožnje može nam dati informaciju o svim pokretima 
- na određenoj liniji uključujući sve usputne stanice i stajališta uz krajnju stanicu
- na određenoj stanici ili na određeneom stajalištu o dolasku i odlasku vozila ili vozova

Tradicionalno ova informacija je bila pružena u štampanom formatu u vidu istaknte table na stanicama i stajalištim ili na pamfletima. Danas se sve više koriste i elektronski sistemi za planiranje putovanja koji mogu da daju i informaciju u realnom vremenu o nailasku vozila. U železničkom prevozu način prikaza informacije i podela podataka o voznom redu između učesnika tranportnog lanca je propisan propisima TAP TSI koji će biti primenjivan i u Srbiji približavanjem Evropskoj Uniji. Objedinjeni red vožnje železnice u Srbiji može se naći onliine.
U drumskom prevozu sadržaj reda vožnje je propisan Pravilnikom o sadržini obrasca reda vožnje i sadržini i načinu vođenja registra i overe reda vožnje u međumesnom i međurepubličkom prevozu. Po tim pravilima obavezni elementi reda vožnje koji su releventni putnicima moraju da sadrže naziv prevoznika, registracioni broj, redosled i naziv autobuskih stanica i stajališta, vreme polaska i dolaska autobusa na svim stanicama i stajalištima, udaljenost u kilometrima autobuskih stanica i stajališta od početne autobuske stanice ili stajališta, režim obavljanja prevoza na liniji (za vreme školske nastave, radnim danima, za vreme praznika... itd.) i period važenja reda vožnje. Izvod iz redova vožnji su istaknuti na autobuskim stanicama ali nažalost na autobuskim stajalištima retko možemo videti bilo kakvu informaciju iako po Zakonu o drumskom prevozu to je obaveza prevoznika da na svakom usputnom stajalištu učini dostupnim svoj vozni red. Jedini objedinjeni red vožnje u Srbiji u elektronskom formatu koji ispunjava gore napisane uslove je red vožnje autobuskog saobraćaja polazak.com.
U gradskom prevozu Beograd raspolaže najsavremenijem sistemom ne samo za prikazivanje redova vožnji nego i za pružanje informaciju o nailasku vozova: Bus plus. Gradski i prigradski železnički prevoz u Beogradu obavljaju Beovoz i BG VOZ koji rade u sistemu Železnice Srbije. Interaktivni red vožnje prikazuje ne samo direktne linije nego i veze sa presedanjem.

## Spoljašnje veze
1. Železnice srbije red vožnje
2. Polazak.com red vožnje
3. Beovoz:rs red vožnje